# إيمان أحمد عبد العاطي
إيمان أحمد عبد العاطي (9 سبتمبر 1980 في الإسكندرية - 25 سبتمبر 2017 في أبوظبي)، امرأة مصرية، اشتهرت بكونها أسمن امرأة بالعالم أثناء حياتها، وثاني أسمن امرأة بالتاريخ بعد كارول ياجر.

## رحلة علاجها
انطلقت رحلة علاج إيمان في مومباي بعد عملية نقل صعبة من منزلها في مصر، حيثُ أخرجت من منزلها بواسطة رافعة ثم نقلت إلى الهند بواسطة طائرة شحن في فبراير 2017. تحسنت حالة إيمان حيثُ أصبحت قادرة على الجلوس وتحريك الأطراف. ثم نقلت إيمان إلى الإمارات لاستكمال العلاج.

## وفاتها
بعد نقلها إلى أبوظبي بعدة أشهر أعلن مستشفى برجيل الذي كانت تعالج فيه عن وفاتها في 25 سبتمبر 2017، وذلك بسبب مضاعفات مرضية واختلال وظائف أعضاء الجسم بما في ذلك الفشل الكلوي والصدمة الإنتانية.